# Lupercalia
Lupercalia är det femte studioalbumet med Patrick Wolf, släppt 20 juni 2011 av Hideout, ett systerbolag till Mercury Records.

## Låtlista
1. "The City" - 4:13
2. "House" - 3:31
3. "Bermondsey Street" - 3:26
4. "The Future" - 2:54
5. "Armistice" - 3:29
6. "William" - 0:51
7. "Time of My Life" - 4:21
8. "The Days" - 4:53
9. "Slow Motion" - 5:10
10. "Together" - 4:40
11. "The Falcons" - 3:35